# Крелл, Ганс
Ганс Крелл (нем. Hans Krell; 1490, Крайльсхайм, Штутгарт — 1565, Лейпциг, курфюршество Саксония) — немецкий портретист эпохи Ренессанса, придворный художник, один из предполагаемых авторов картины Битва под Оршей.

## Биография
Начал свою карьеру в качестве придворного художника Георга Набожного в Ансбахе. Затем поступил на службу к королю Венгрии Людовику II в Праге и Буде, где работал в 1522—1526 годах. Затем работал в Лейпциге (1531) и во Фрайберге в Саксонии (1534). Был также известен как художник принцев — Альбрехта Бранденбург-Ансбахского, Ядвиги Ягеллонки, курфюрстины Бранденбургской и курфюрста Августа Саксонского.
Историк Дитер Копплин называет Крелла, автором картины Битва под Оршей, указывая на его связь с мастерской Луиса Кранаха.

## Галерея

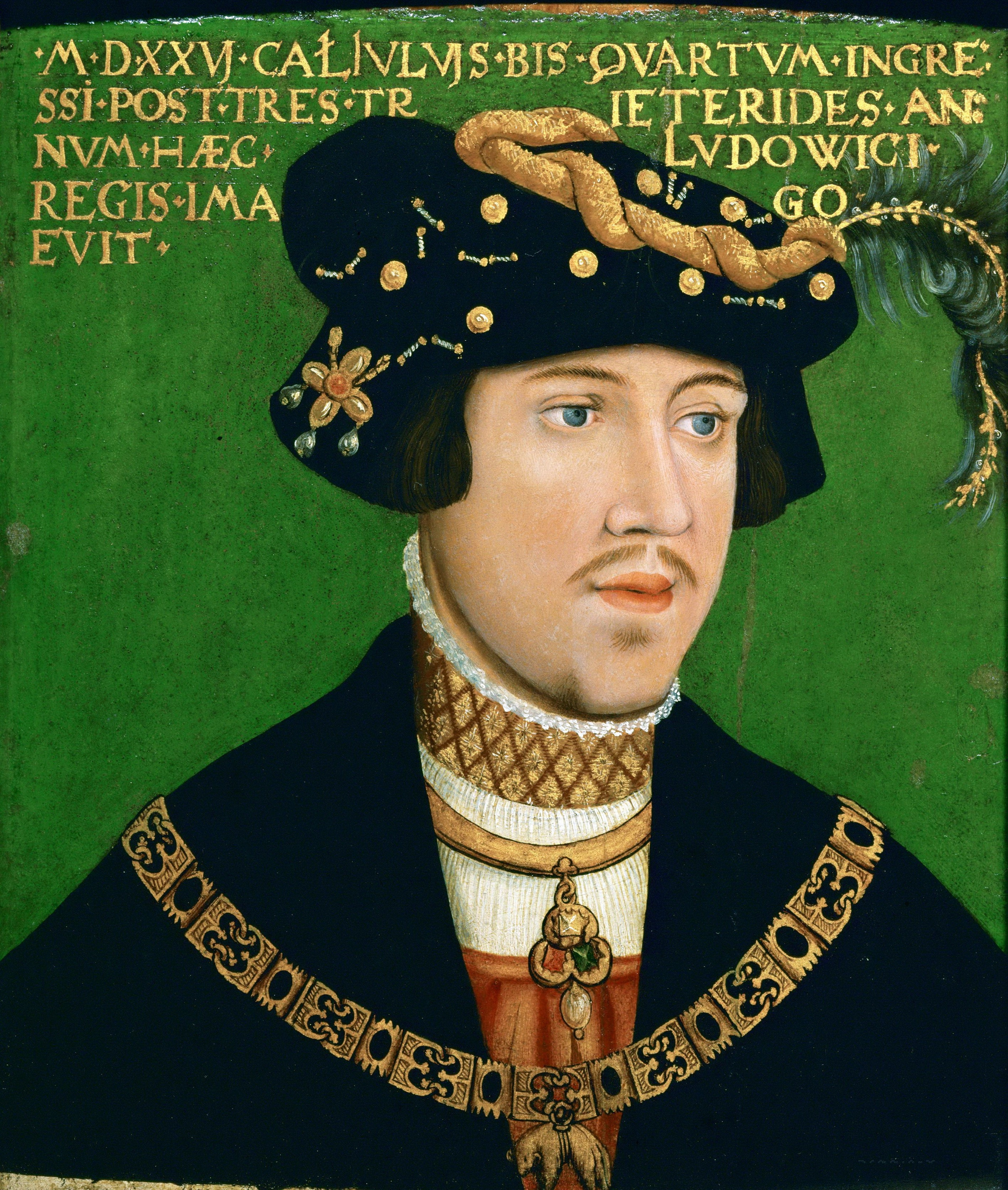
Людовик II (король Венгрии и Чехии)
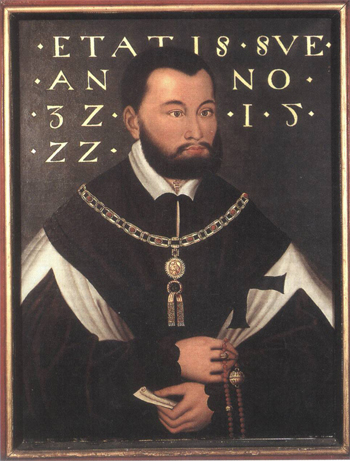
Альбрехт (герцог Пруссии)
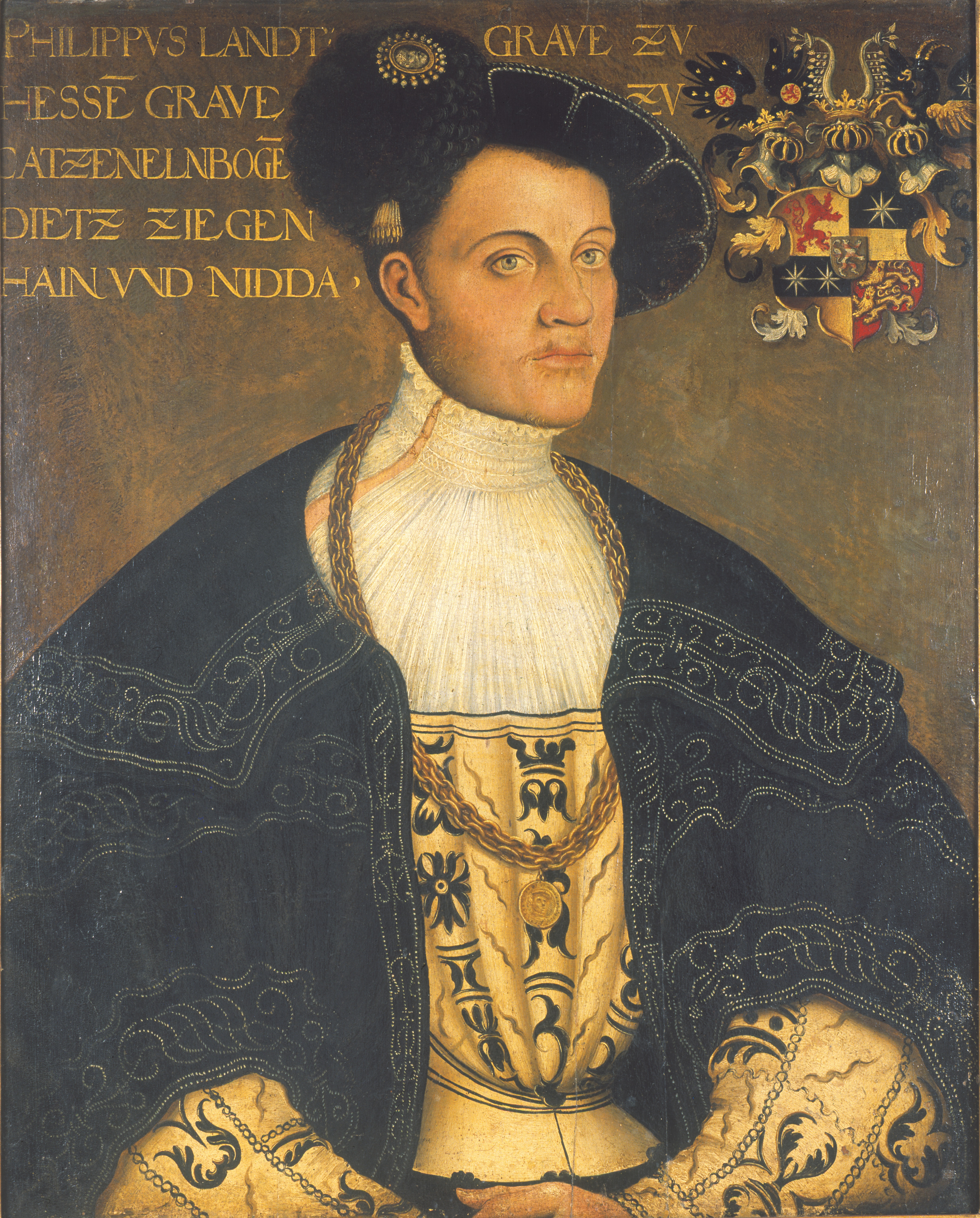
Филипп (ландграф Гессенский)
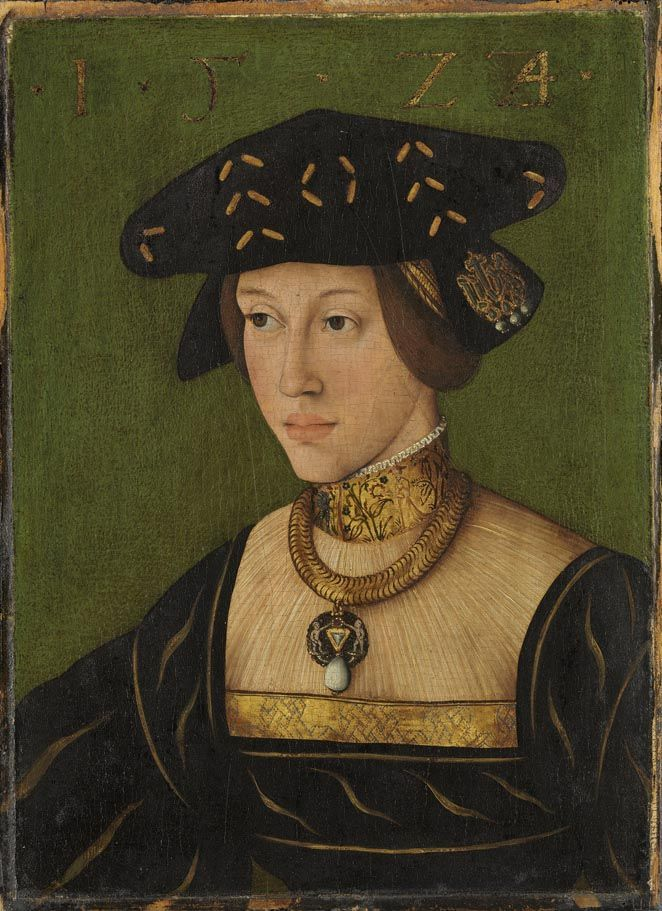
Мария Австрийская
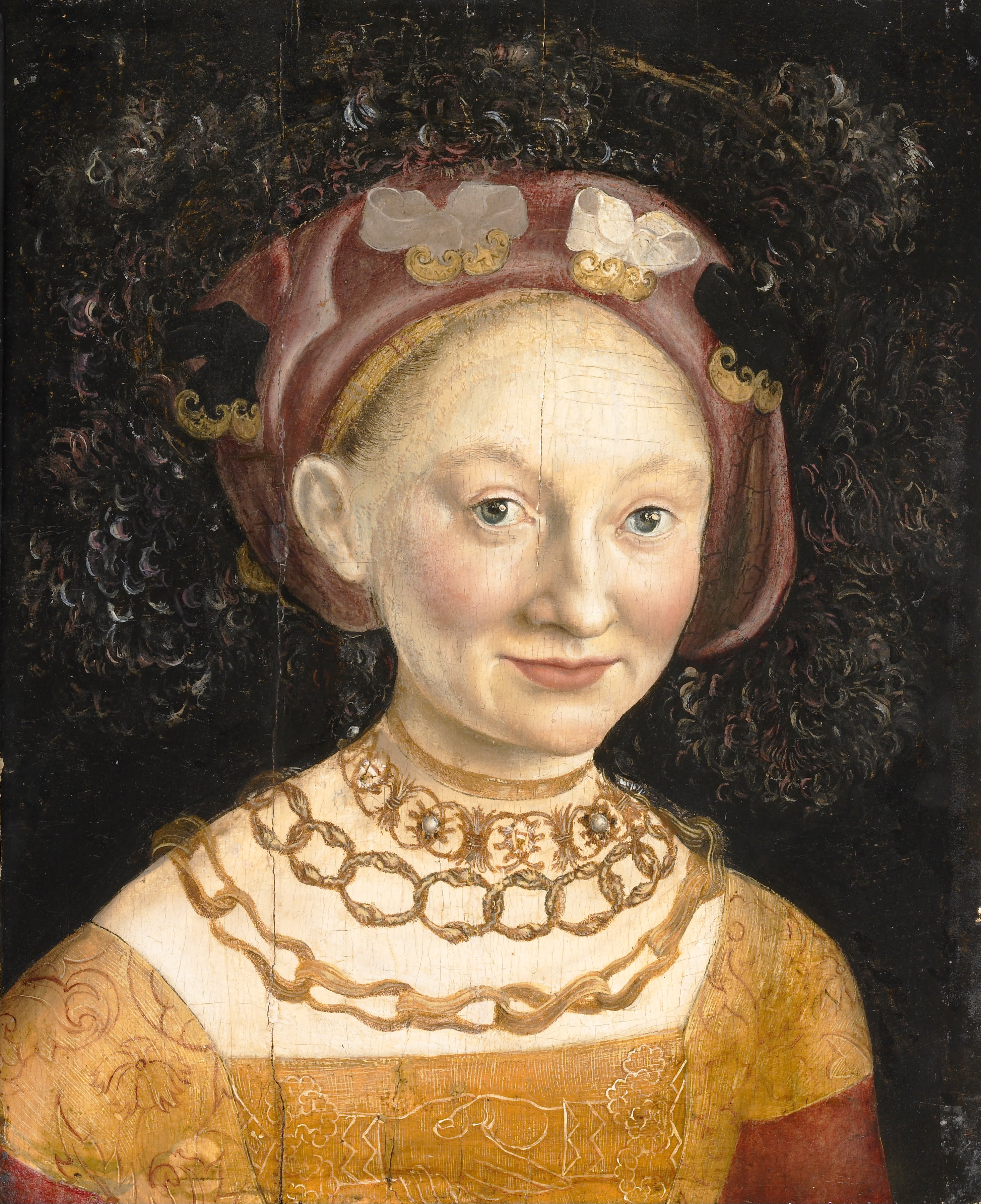
Эмилия Саксонская